# NGC 7822
NGC 7822 је емисиона маглина у сазвежђу Цефеј која се налази на NGC листи објеката дубоког неба.
Деклинација објекта је + 67° 9' 0" а ректасцензија 0h 3m 36,0s. Привидна величина (магнитуда) објекта NGC 7822 износи 13,3. NGC 7822 је још познат и под ознакама LBN 583, CED 214A, in Sh2-171.